# بيرفوز
بيرفوز (بالروسية: Перевоз) هي إحدى مدن روسيا في الكيان الفدرالي الروسي نيزني نوفغورود أوبلاست.

## أعلام
- غينادي ياناييف